# Piotr Veliaminov

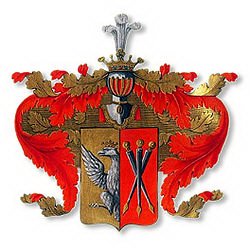
Les armoiries de la famille Veliaminov.

Piotr Sergueïevitch Veliaminov (en russe : Пётр Серге́евич Вельями́нов), né le 7 décembre 1926 à Moscou et mort le 14 juillet 2009 à Saint-Pétersbourg, est un acteur de théâtre et cinéma soviétique et russe, artiste du peuple de la RSFSR (1985).

## Biographie
Piotr Veliaminov est le fils de Sergueï Viliaminov, un officier d'Empire russe issu de la noblesse qui peu avant la révolution s'engage dans l'Armée rouge, mais sera arrêté et envoyé dans un camp où il passera dix-sept ans.
Piotr Veliaminov est arrêté à l'âge de seize ans en 1943, accusé d'activités anti-communistes et déporté dans un camp de Goulag où il passe neuf ans. Il rejoint un groupe de théâtre amateur au sein de sa prison. Libéré en 1953, il devient acteur du théâtre dramatique d'Abakan. Il accède à la gloire nationale en interprétant le rôle de Zakhar Bolchakov dans le drame Les ombres disparaissent à midi adapté du roman éponyme d'Anatoli Ivanov en 1971. Après ce succès il déménage à Moscou et mène de front sa carrière à la fois au cinéma et à la télévision et au théâtre Sovremennik.
En 1979, pour le rôle de dans le feuilleton L'Appel éternel on lui décerne un prix d'État de l'URSS.
Mort d'une pneumonie le 14 juillet 2009 à Saint-Pétersbourg, Piotr Veliaminov est enterré à la passerelle des Écrivains du cimetière Volkovo.

## Filmographie partielle
- 1971 : Les ombres disparaissent à midi (Тени исчезают в полдень) de Vladimir Krasnopolski et Valeri Ouskov : Zakhar Bolchakov
- 1973 : L'Appel éternel (Вечный зов) de Vladimir Krasnopolski et Valeri Ouskov : Polikarp Kroujiline
- 1974 : Étourneau et Lyre (Скворец и Лира) de Grigori Alexandrov : Fedor Grekov dit Skvorets
- 1974 : Le Dit du cœur humain (Повесть о человеческом сердце) de Daniil Khrabrovitski : Ivan Andreïevitch
- 1979 : Pirates du XXe siècle (Пираты XX века) de Boris Dourov : capitaine
- 1982 : Ce n'est pas à l'église qu'on nous mariait (Нас венчали не в церкви) de Boris Tokarev : père Vassili